# Dansk Melodi Grand Prix 2017
Danmark deltog i Eurovision Song Contest 2017 i Kiev, Ukraina. Danmark representerades av Anja Nissen med låten "Where I Am".
Dansk Melodi Grand Prix är den årliga uttagningen till Eurovision Song Contest. Detta året bestod den av en final där de tre favoriterna avancerade till superfinalen där sedan vinnaren korades. I år uppmärksammades att det var 60 år sedan Danmark deltog i tävlingen för första gången. Brødrene Olsen var gästartister och framförde sin vinnarlåt från 2000 "Smuk som et Stjerneskud".

## Finalen
Finalen hölls 25 februari 2017. Bidragen med gul bakgrund gick vidare till superfinalen.
| Nr | Artist          | Bidrag             |
| -- | --------------- | ------------------ |
| 01 | Ida Una         | "One"              |
| 02 | Thomas Ring     | "Vesterbro"        |
| 03 | Rikke Skytte    | "Color My World"   |
| 04 | Anja Nissen     | "Where I Am"       |
| 05 | Calling Mercury | "Big Little Lies"  |
| 06 | Anthony         | "Smoke In My Eyes" |
| 07 | René Machon     | "Warriors"         |
| 08 | Sada Vidoo      | "Northern Lights"  |
| 09 | Jeanette Bonde  | "Hurricane"        |
| 10 | Johanna Beijbom | "A.S.A.P."         |

### Superfinalen
|    | Artist          | Bidrag       | Poäng (%) | Plats |
| -- | --------------- | ------------ | --------- | ----- |
| 01 | Ida Una         | "One"        | 26 %      | 2     |
| 02 | Anja Nissen     | "Where I Am" | 64 %      | 1     |
| 03 | Johanna Beijbom | "A.S.A.P"    | 10 %      | 3     |